# Paraleptophlebia guttata
Paraleptophlebia guttata är en dagsländeart som först beskrevs av Mcdunnough 1924.  Paraleptophlebia guttata ingår i släktet Paraleptophlebia och familjen starrdagsländor. Inga underarter finns listade i Catalogue of Life.

## Bildgalleri

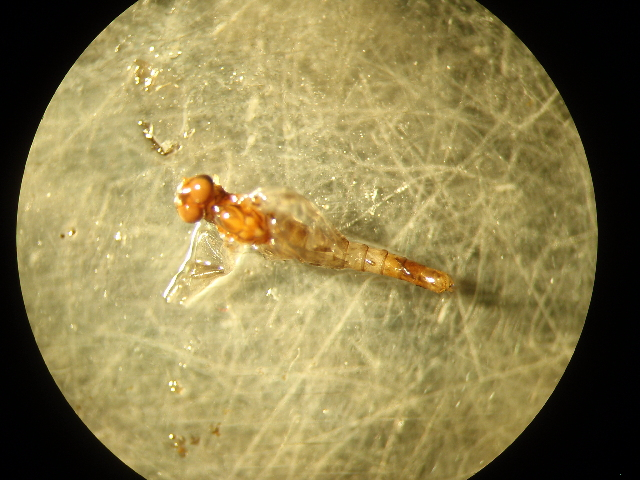